# LaChanze
LaChanze, pseudonimo di Rhonda La Chanze Sapp (St. Augustine, 16 dicembre 1961), è un'attrice, cantante e ballerina statunitense.

## Biografia
Ha alternato la carriera di cantante con quella di attrice e ballerina, ma ha fatto anche la doppiatrice nel film Hercules e nell'omonima serie animata derivata. Nel 2006 ha vinto il Tony Award alla miglior attrice protagonista in un musical per la sua interpretazione nel musical Il colore viola.

### Vita privata
Nel 1998 ha sposato Calvin J. Gooding, morto nell'attentato dell'11 settembre 2001, da cui ha avuto due figlie: Celia Rose e Zaya. Nel 2005 si è risposata con Derek Fordjour, da cui ha divorziato nel 2014.

## Filmografia

### Cinema
- Un uomo, una donna, una pistola (My New Gun), regia di Stacy Cochran (1992)
- Vendesi miracolo (Leap of Faith), regia di Richard Pearce (1992)
- Amore con interessi (For Love or Money), regia di Barry Sonnenfeld (1993)
- David Searching, regia di Leslie L. Smith (1997)
- Hercules, regia di Ron Clements e John Musker (1997) – voce
- Hercules: Zero to Hero, regia di Bob Kline (1999) – voce - direct-to-video
- Heartbreak Hospital, regia di Ruedi Gerber (2002)
- Breaking Upwards, regia di Daryl Wein (2009)
- The Help, regia di Tate Taylor (2011)
- Effetti collaterali (Side Effects), regia di Steven Soderbergh (2013)
- Birth/Rebirth, regia di Laura Moss (2023)
- Genie, regia di Sam Boyd (2023)
- Highest 2 Lowest, regia di Spike Lee (2025)

### Televisione
- I Robinson (The Cosby Show) – serie TV, 4x22-5x15 (1988-1989)
- Cosby indaga (The Cosby Mysteries) – serie TV, episodi 1x02-1x03 (1994)
- New York Undercover – serie TV, episodio 3x03 (1996)
- Total Security – serie TV, episodio 1x07 (1997)
- Hercules – serie TV, 6 episodi (1998) – voce
- Sex and the City – serie TV, episodio 2x18 (1999)
- Law & Order - Unità vittime speciali (Law & Order: Special Victims Unit) – serie TV, episodi 2x05-9x15 (2000-2008)
- Lucy, regia di Glenn Jordan – film TV (2003)
- Una vita da vivere (One Life to Live) – serial TV, 3 puntate (2011)
- Person of Interest - serie TV, 2 episodi (2016)
- The Village - serie TV, 1 episodio (2019)
- The Good Fight - serie TV, 2 episodi (2019-2020)
- The Blacklist - serie TV, 4 episodi (2021)
- La ferrovia sotterranea (The Underground Railroad) - miniserie TV, 2 episodi (2021)

### Doppiaggio
- Pinkalicious & Peterrific - serie TV, 1 episodio (2018)

## Teatro
- Uptown... It's Hot!, Broadway (1986)
- Dreamgirls, Broadway (1987)
- Once on this Island, Broadway (1990)
- Cry, the Beloved Country, Chicago (1993)
- Out of this World, New York (1995)
- Company, Broadway (1995)
- Ragtime, Los Angeles (1997)
- Ragtime, Chicago (1998)
- Ragtime, Broadway (1999)
- Beggar's Holiday, New York (1999)
- The Bubbly Black Girl Sheds Her Chameleon Skin, Off Broadway (2000)
- Hallelujah, Baby! New York (2000)
- Funny Girl, New York (2002)
- Baby, Millburn (2004)
- Dessa Rose, Off Broadway (2005)
- The Color Purple (Broadway, 2005)
- The Wiz, New York (2009)
- If/Then, Broadway (2014)
- If/Then, tour statunitense (2015)
- Cabin in the Sky, New York (2016)
- The Secret Life of Bees, New York (2018)
- Summer, Broadway (2018)
- A Christmas Carol, Broadway (2019)
- Trouble in Mind, Broadway (2021)

## Doppiatrici italiane
Nelle versioni in italiano dei suoi film, LaChanze è stata doppiata da:
- Tiziana Avarista in Vendesi miracolo
- Gilberta Crispino in Effetti collaterali
- Laura Nicolò in The Blacklist

Da doppiatrice è stata sostituita da:
- Lola Feghaly in Hercules
- Mattea Serpelloni in Firebuds

## Riconoscimenti
- Tony Award
  - 1991 – Candidatura per la miglior attrice non protagonista in un musical per Once on This Island
  - 2006 – Miglior attrice protagonista in un musical per The Color Purple
  - 2018 – Candidatura per la miglior attrice protagonista in un musical per Summer
  - 2022 – Candidatura per la miglior attrice protagonista in un'opera teatrale per Trouble in Mind
- Drama Desk Award
  - 1991 – Candidatura per la migliore attrice in un musical per Once on This Island
  - 2001 – Candidatura per la migliore attrice in un musical per Bubbly Black Girl Sheds Her Chameleon Skin
  - 2005 – Candidatura per la migliore attrice in un musical per Dessa Rose
  - 2018 – Candidatura per la migliore attrice in un musical per Summer
  - 2020 – Candidatura per la migliore attrice non protagonista in un musical per The Secret Life of Bees
  - 2022 – Candidatura per la migliore attrice in un'opera teatrale per Trouble in Mind
- Drama League Award
  - 2018 – Candidatura per la miglior performance per Summer
- Obie Award
  - 2005 – Miglior performance per Dessa Rose
- Outer Critics Circle Award
  - 1991 – Candidatura per la miglior attrice in un musical per Once on this Island
  - 2006 – Candidatura per la miglior attrice in un musical per The Color Purple
  - 2022 – Miglior attrice in un'opera teatrale per Trouble in Mind